# ديفين غراي
ديفين غراي (بالإنجليزية: Devin Gray)‏ مواليد 31 مايو 1972 في بالتيمور - الوفاة 17 أغسطس 2013، كان لاعب كرة سلة أمريكي. بدأ مسيرته الاحترافية في سنة 1995. بلغ طوله 6 قدم 7 بوصة (2.0 م). لعب كرة السلة الجامعية في جامعة كليمسون. اعتزل اللعب في 2001.

## المسيرة الاحترافية
لعب مع سكرامنتو كينغز في موسم 1996–1997، ثم لعب مع سان أنطونيو سبرز في سنة 1997، ثم لعب مع نادي إشبيلية لكرة السلة في الدوري الإسباني في سنة 1997، ثم لعب مع نادي بلد الوليد لكرة السلة في موسم 1997–1998، ثم لعب مع هيوستن روكتس في موسم 1999–2000.

## روابط خارجية
- ديفين غراي على موقع إن بي أي (الإنجليزية)
- ديفين غراي على موقع سبورتس رفرنس (الإنجليزية)
- ديفين غراي على موقع الدوري الإسباني لكرة السلة (الإسبانية)
- ديفين غراي على موقع كرة السلة الأوروبية.كوم (الإنجليزية)
- ديفين غراي على موقع كلية كرة السلة في سبورتس رفرنس.كوم (الإنجليزية)
- ديفين غراي على موقع ريلجم (الإنجليزية)
- ديفين غراي على موقع بروبوليرز (الإنجليزية)
- ديفين غراي على موقع سبورتس رفرنس (الإنجليزية)